# Natação no Campeonato Mundial de Esportes Aquáticos de 2022 - 400 m livre masculino
A prova dos 400 metros livre masculino da natação no Campeonato Mundial de Esportes Aquáticos de 2022 ocorreu no dia 18 de junho, em Budapeste, na Hungria.

## Recordes
Antes desta competição, os recordes mundiais e do campeonato nesta prova eram os seguintes:
| Tipo                  | Atleta          | Tempo     | Local | Data                |
| --------------------- | --------------- | --------- | ----- | ------------------- |
|                       | Paul Biedermann | 3m 40s 07 | Roma  | 26 de julho de 2009 |
| Recorde do campeonato | Paul Biedermann | 3m 40s 07 | Roma  | 26 de julho de 2009 |

## Medalhistas
| Ouro                    | Prata               | Bronze                |
| Elijah Winnington (AUS) | Lukas Märtens (GER) | Guilherme Costa (BRA) |

## Cronograma
Todos os horários são locais (UTC+2). 
| Data        | Hora  | Evento        |
| ----------- | ----- | ------------- |
| 18 de junho | 09:16 | Eliminatórias |
| 18 de junho | 18:02 | Final         |

## Resultados

### Eliminatórias
Esses foram os resultados das eliminatórias. A prova foi realizada no dia 18 de junho com início às 09:16.
| Pos. | Bateria | Raia | Nadador             | Nacionalidade     | Tempo   | Notas            |
| ---- | ------- | ---- | ------------------- | ----------------- | ------- | ---------------- |
| 1    | 4       | 5    | Felix Auböck        | Áustria           | 3:43.83 | Q,               |
| 2    | 4       | 4    | Elijah Winnington   | Austrália         | 3:44.42 | Q                |
| 3    | 4       | 2    | Guilherme Costa     | Brasil            | 3:44.52 | Q,               |
| 4    | 5       | 4    | Lukas Märtens       | Alemanha          | 3:45.04 | Q                |
| 5    | 4       | 3    | Kieran Smith        | Estados Unidos    | 3:45.70 | Q                |
| 6    | 3       | 4    | Kim Woo-min         | Coreia do Sul     | 3:45.87 | Q                |
| 7    | 4       | 1    | Trey Freeman        | Estados Unidos    | 3:46.12 | Q                |
| 8    | 5       | 6    | Marco De Tullio     | Itália            | 3:46.47 | Q                |
| 9    | 5       | 3    | Mack Horton         | Austrália         | 3:46.57 |                  |
| 10   | 5       | 2    | Antonio Djakovic    | Suíça             | 3:46.90 |                  |
| 11   | 5       | 5    | Henning Mühlleitner | Alemanha          | 3:47.17 |                  |
| 12   | 5       | 7    | Lorenzo Galossi     | Itália            | 3:47.19 |                  |
| 13   | 5       | 8    | Marwan Elkamash     | Egito             | 3:47.21 |                  |
| 14   | 4       | 7    | Daniel Jervis       | Reino Unido       | 3:48.66 |                  |
| 15   | 3       | 2    | Khiew Hoe Yean      | Malásia           | 3:48.72 | Recorde nacional |
| 16   | 3       | 9    | Bar Soloveychik     | Israel            | 3:49.87 |                  |
| 17   | 3       | 5    | Dimitrios Markos    | Grécia            | 3:49.93 |                  |
| 18   | 4       | 6    | Danas Rapšys        | Lituânia          | 3:50.03 |                  |
| 19   | 5       | 1    | Henrik Christiansen | Noruega           | 3:50.18 |                  |
| 20   | 5       | 0    | Kregor Zirk         | Estónia           | 3:50.62 |                  |
| 21   | 3       | 6    | Jeremy Bagshaw      | Canadá            | 3:50.77 |                  |
| 22   | 3       | 8    | Juan Manuel Morales | Colômbia          | 3:51.50 |                  |
| 23   | 4       | 8    | Ji Xinjie           | China             | 3:51.84 |                  |
| 24   | 4       | 9    | Mykhailo Romanchuk  | Ucrânia           | 3:52.92 |                  |
| 25   | 5       | 9    | Zhang Ziyang        | China             | 3:53.55 |                  |
| 26   | 4       | 0    | Nguyễn Huy Hoàng    | Vietname          | 3:54.05 |                  |
| 27   | 2       | 5    | Glen Lim Jun Wei    | Singapura         | 3:54.63 |                  |
| 28   | 2       | 1    | Pavel Alovatki      | Moldávia          | 3:55.64 |                  |
| 29   | 3       | 0    | Yordan Yanchev      | Bulgária          | 3:56.52 |                  |
| 30   | 3       | 1    | José Paulo Lopes    | Portugal          | 3:56.59 |                  |
| 31   | 2       | 2    | Tonnam Kanteemool   | Tailândia         | 3:56.96 |                  |
| 32   | 3       | 7    | Cheuk Ming Ho       | Hong Kong         | 3:58.38 |                  |
| 33   | 2       | 3    | Kushagra Rawat      | Índia             | 3:59.69 |                  |
| 34   | 2       | 4    | Wesley Roberts      | Ilhas Cook        | 4:00.67 |                  |
| 35   | 2       | 6    | Irakli Revishvili   | Geórgia           | 4:02.01 |                  |
| 36   | 2       | 7    | Adib Khalil         | Líbano            | 4:02.64 |                  |
| 37   | 2       | 8    | Noah Mascoll-Gomes  | Antígua e Barbuda | 4:02.93 |                  |
| 38   | 2       | 0    | Loris Bianchi       | San Marino        | 4:04.57 |                  |
| 39   | 2       | 9    | Ramazan Omarov      | Quirguistão       | 4:16.22 |                  |
| 40   | 1       | 3    | Muhammad Siddiqui   | Paquistão         | 4:18.03 |                  |
| 41   | 1       | 4    | Haziq Samil         | Brunei            | 4:23.59 |                  |
| 42   | 1       | 5    | Charles Bennici     | Camboja           | 4:26.82 |                  |
| —    | 3       | 3    | Matthew Sates       | África do Sul     | DNS     | DNS              |

### Final
A final foi realizada em 18 de junho às 18:02.
| Pos.              | Raia | Nadador           | Nacionalidade  | Tempo   | Notas                 |
| ----------------- | ---- | ----------------- | -------------- | ------- | --------------------- |
| Medalha de ouro   | 5    | Elijah Winnington | Austrália      | 3:41.22 |                       |
| Medalha de prata  | 6    | Lukas Märtens     | Alemanha       | 3:42.85 |                       |
| Medalha de bronze | 3    | Guilherme Costa   | Brasil         | 3:43.31 | Recorde sul-americano |
| 4                 | 4    | Felix Auböck      | Áustria        | 3:43.58 | Recorde nacional      |
| 5                 | 8    | Marco De Tullio   | Itália         | 3:44.14 |                       |
| 6                 | 7    | Kim Woo-min       | Coreia do Sul  | 3:45.64 |                       |
| 7                 | 2    | Kieran Smith      | Estados Unidos | 3:46.43 |                       |
| 8                 | 1    | Trey Freeman      | Estados Unidos | 3:46.53 |                       |

Legenda
| Recorde mundial       | Recorde mundial (World record)               |                       | Recorde africano                      | Recorde africano (African) |                                           | Q | Classificado por posição (Qualified) |
| Recorde do campeonato | Recorde do campeonato (Championship record)  | Recorde da América    | Recorde da América (Americas)         | q                          | Classificado por melhor tempo (Qualified) |   |                                      |
| Melhor marca do ano   | Melhor marca do ano (World leading)          | Recorde asiático      | Recorde asiático (Asian)              | DNS                        | Não largou (Did not start)                |   |                                      |
| Recorde nacional      | Recorde nacional (National record)           | Recorde europeu       | Recorde europeu (European)            | DNF                        | Não terminou (Did not finish)             |   |                                      |
| Recorde pessoal       | Recorde pessoal do atleta (Personal best)    | Recorde da Oceania    | Recorde da Oceania (Oceania)          | DSQ / DQ                   | Desclassificado (Disqualified)            |   |                                      |
| Recorde da temporada  | Recorde da temporada do atleta (Season best) | Recorde sul-americano | Recorde sul-americano (South America) | NM                         | Sem marca (No mark)                       |   |                                      |